# Преминаване на Рона
Преминаването на река Рона е сражение през септември 218 пр.н.е., по време на Втората пуническа война, между настъпващите към Италия войски на Картаген, водени от Ханибал, и волките, гали, съюзени с Римската република.
Точното място на битката не е установено, но тя се провежда на източния бряг на реката, в района на Масалия. Картагенската армия удържа победа и продължава настъплението си.